# 晚霞酒馆
《～癒・笑・泪・梦～晚霞酒館》是自2014年4月12日起，在BS-TBS播出的一档美食节目。播出时间为每周六18:00开始，时长30分钟 。由宝酒造冠名播出。

## 简介
きたろう和武藤十梦环游全日本（主要在东京附近 ），到访各地的居酒屋。由于赞助商的原因，出场的只有烧酒（高球）。啤酒和清酒则不会出场 。

## 配乐
- 片头曲：美空云雀《Se Magnifique》
- 开场旁白曲：桑尼·克拉克《Royal Flush》
- 广告结束曲：艾灵顿公爵乐团《搭乘A号列车》
- 片尾曲：夏川里美《爱》

## 职员
- 旁白：竹田雅则
- 联合制作： K‐Ten（日语：ケーテン）
- 制作：BS-TBS

## DVD
为纪念节目播出第100期，吉本音乐于2016年9月14日发行了该节目的DVD版。

## 脚注
1. ↑  . zakzak. 2020-08-08  [2021-03-19]. （原始内容存档于2024-01-03）.
2. ↑  此外也曾前往京都府、神奈川县、北海道、大阪府、兵库县、千叶县、福冈县、埼玉县。（这当中，京都府和千叶县有赞助商宝酒造的烧酒酒厂。在北海道也有其工厂。）
3. ↑  例如啤酒厂商，当与宝酒造有竞争的企业名出现在画面中时，画面会被暂时打上马赛克。